# Phaulothamnus
Phaulothamnus is een geslacht uit de familie Achatocarpaceae. Het geslacht telt een soort die voorkomt in Zuid-Texas en in Mexico.

## Soorten
- Phaulothamnus spinescens A.Gray